# Ranunculus potaninii
Ranunculus potaninii är en ranunkelväxtart som beskrevs av N.F. Kom.. Ranunculus potaninii ingår i släktet ranunkler, och familjen ranunkelväxter. Inga underarter finns listade i Catalogue of Life.